# Breviario de Alarico

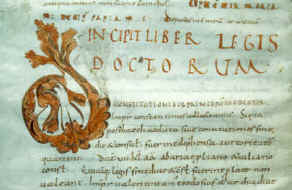
Manuscrito del Breviario de Alarico conservado en Clermont-Ferrand.

El Breviario de Alarico, Código de Alarico (o Lex Romana Visigothorum) es un cuerpo legal visigodo, en el cual se recoge el Derecho romano vigente en el reino visigodo de Tolosa, que fue elaborado durante el reinado de Alarico II (484–507 d. C.), siendo promulgado el 2 de febrero de 506 en Aduris (actual Aire-sur-l'Adour, en la región de Burdeos, Francia). También es denominado Breviarium Alarici, Breviarium Alaricianum, Breviario de Aniano, Código de Alarico II y Liber legum.

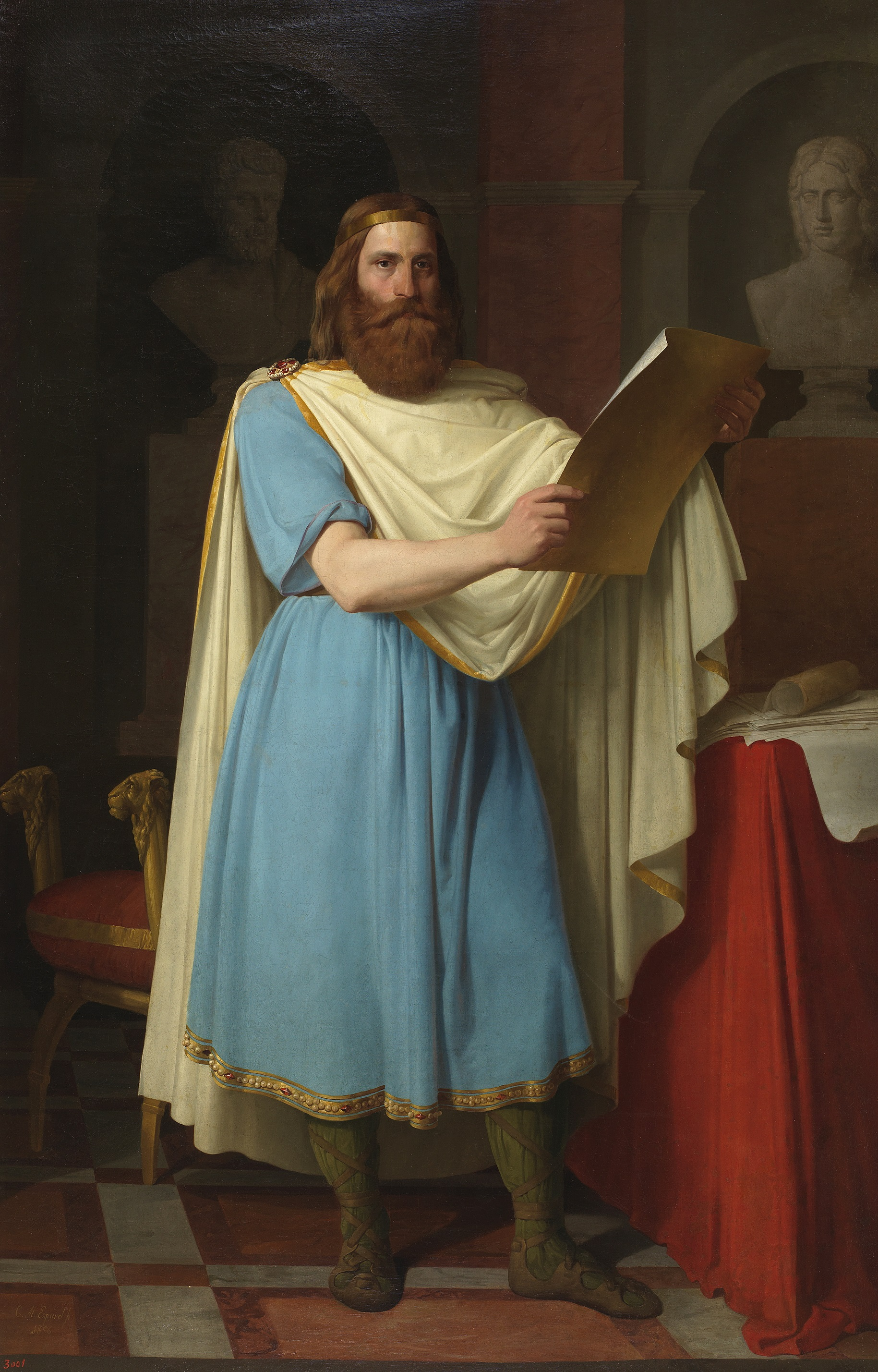
Alarico II, rey de los Visigodos de Carlos María Esquivel (Museo del Prado).

## Descripción
Constituye fundamentalmente una obra recopilatoria de Derecho romano postclásico y vulgar, considerada la más importante realizada en un reino germánico. Por ello, y en atención a su forma de elaboración e influencia posterior, ha sido calificada —guardando las debidas proporciones— como el equivalente occidental del Corpus Iuris Civilis de Justiniano.
El Breviario de Alarico es un texto de carácter práctico, basado en el derecho romano vulgar, y en su elaboración intervinieron numerosos juristas eclesiásticos y nobles. El Breviario contiene esencialmente normas de Derecho privado, puesto que las de Derecho público no tenían vigencia y aplicación práctica tras la caída del Imperio romano. Al ser el Breviario de Alarico una compilación casi ciento por ciento de Derecho romano vulgar, se ha planteado la hipótesis de que con la promulgación de esta obra, el rey Alarico II pretendía atraer a la población romana y católica en un momento particularmente difícil para la estabilidad del reino visigodo, como lo fue la víspera del avance del pueblo franco sobre la Aquitania goda. Este texto legal se habría concedido con una finalidad política ocasional. Mucho se ha discutido sobre si el Breviario de Alarico era solo aplicable a la población romana del reino godo o si su ámbito de vigencia se extendía también a los germanos. Habiendo sido unánime esta opinión hasta el siglo XVIII, los estudiosos, en gran parte por influjo de Savigny, pasaron a sostener comúnmente la teoría de la «personalidad», o de la vigencia simultánea de un Derecho romano para galos e hispanorromanos (Breviario de Alarico) junto a un Derecho germánico para los visigodos (Código de Eurico).
Hoy se ha vuelto a sostener la existencia de un Derecho común para unos y otros, opinando algunos que habría habido una variación pendular, debida a factores preponderantemente políticos, a través de sucesivas derogaciones y promulgaciones, entre el Derecho romano y el germánico: según ello, el Código de Eurico habría correspondido a un momento de «germanización», y el Breviario de Alarico a un intento de retorno al Derecho romano. Otros creen que, aunque el Derecho aplicable fue único, la vigencia del Breviario de Alarico fue simultánea a la del Código de Eurico, y que su promulgación tuvo el único propósito de clarificar las fuentes «romanas», de donde los tribunales tomaban sus argumentos para resolver los litigios: habría sido así el Breviario de Alarico una obra «didascálica», destinada a la información de los jueces en lo relativo a la aplicación de las «leges» (constituciones imperiales) y «jurisprudencia» (que desde la «Ley de Citas» se había reducido en la práctica a la invocación de versiones vulgares sobre obras de unos pocos autores).
Hasta el renacimiento jurídico de Bolonia, el Breviario de Alarico fue tenido en la Europa occidental como el auténtico Derecho romano, y su influencia sobrevivió en mucho al reino visigodo.
Uno de los posibles objetivos del Breviario pudo haber sido la adhesión de los pobladores galorromanos, presentándoles una legislación muy cercana a la suya al eliminar las costumbres germánicas (rescatadas en el Código de Eurico). Esto debido a que el avance del pueblo franco los amenazaba y necesitaban el apoyo de los galo-romanos (que eran mayoría en las Galias). En contraste con este avance hacia el Sur, el pueblo visigodo empieza a sufrir de manos de francos y borgoñeses la pérdida de territorio, y con esta presión del Norte pierden todas las Galias, razón por la que los visigodos, para poder sobrevivir, se extendieron por la península ibérica. Alarico II habría comprendido que la población no visigótica de las Galias, es decir, galorromana por origen y católica por religión, se inclina hacia la anexión al reino franco (pueblo germánico y católico) y trata de atraérsela ofreciéndole una buena compilación de Derecho romano, por el que tal población se regía.
A este fin de propaganda romanizante hay que añadir otro de carácter técnico: aclarar el Derecho romano, suprimir de él textos inútiles y eliminar ambigüedades, ya que Alarico II está al tanto de que el ordenamiento jurídico de los galos es obsoleto e ineficaz. Por lo tanto, lo depura, quitándole lo obsoleto y permite a los galos que se rijan por él.

## Antecedentes

### Redacción

Extensión del reino visigodo hacia el año 500.

Alarico II, hijo y sucesor de Eurico y último monarca visigodo del reino con capital en Tolosa, designó una comisión de prudentes o juristas —técnicos o prácticos en Derecho, según algunos autores—, dirigida por el Conde Goyarico (Goiarico), a la cual encargó la tarea de elaborar un cuerpo jurídico que recopilara leges e iura sobre la base de textos seleccionados del Código Teodosiano y otras obras de Derecho romano.
De acuerdo a lo señalado en el propio Breviario, Alarico II buscaba con este texto corregir el Código Teodosiano y las obras de ius posteriores a éste, conforme a la Ley de Citas. En la interpretatio a esta última se expresa que se había «elegido aquello que ha parecido necesario para los pleitos de los tiempos presentes».
La comisión cumplió con la labor encomendada por el rey, y el cuerpo legal elaborado por ella fue presentado solemnemente ante una asamblea reunida en Aduris (hoy Aire-sur-l'Adour, Francia), compuesta por la nobleza provincial galorromana y obispos, católicos y arrianos. En dicha asamblea fue aprobado, siendo promulgada por Alarico II en la ciudad de Tolosa el 2 de febrero de 506.

### Denominación
Se desconoce cuál habría sido el nombre que, en la época de su promulgación, se le dio a esta obra jurídica. De las denominaciones utilizadas por los antiguos copistas —tales como Theodosii constitutionum libri, Corpus Theodosianum, Lex Theodosiana y Liber legum—, como por los modernos y contemporáneos investigadores de la historia del Derecho, dos son las más usuales: Breviario de Alarico (del latín Breviarium Alarici regis: Breviario del rey Alarico y Breviarium Alaricianum: Breviario Alariciano) y Lex Romana Visigothorum (Ley Romana de los Visigodos).
El nombre de Breviario de Alarico se popularizó hacia el siglo XVI, aunque figuraba en pocos manuscritos. También se usó la denominación Breviarium Aniani (Breviario de Aniano), debido a la subscripción que poseen las copias oficiales por parte del Conde Aniano, que produjo algunas confusiones en torno a su autoría.
Por otro lado, modernamente se le ha llamado Lex Romana Visigothorum por ser un cuerpo legal visigodo que contiene exclusivamente Derecho romano.

## Estructura, fuentes y contenido
El Breviario de Alarico está redactado en latín y consta de cinco partes o secciones: las dos primeras contienen leges y las tres últimas iura; es preciso destacar que tales fuentes no están refundidas sistemáticamente, sino que conservan en buena parte su autonomía. Además, el texto posee un commonitorium o advertencia del rey Alarico y una refrendación o suscripción oficial.
Las dos secciones de leges incluyen constituciones imperiales tomadas del Código Teodosiano (Codex Theodosianus) —prácticamente una sexta parte de él— y de novelas post-teodosianas (novellae post-teodosianae), es decir, dictadas con posterioridad a dicho código por los emperadores Teodosio II, Valentiniano III, Marciano, Mayoriano y Severo, entre 438 y 463.
Las tres secciones de iura contienen, parcialmente, el Liber Gai (Epítome de Gayo, un epítome de las Instituciones de Gayo), una buena cantidad de textos provenientes de las Pauli Sententiae (Sentencias de Paulo), fragmentos del Libri responsorum o Responsa de Papiniano y constituciones imperiales tomadas de los Códigos Gregoriano (Codex Gregorianus) y Hermogeniano (Codex Hermogenianus) (esta últimas, aunque eran técnicamente leges por proceder de tales códigos, que eran obras privadas o particulares, se incluyeron en esta parte del Breviario).
El Breviario contiene esencialmente normas de Derecho privado, puesto que las de Derecho público no tenían vigencia y aplicación práctica tras la caída del Imperio romano de Occidente.

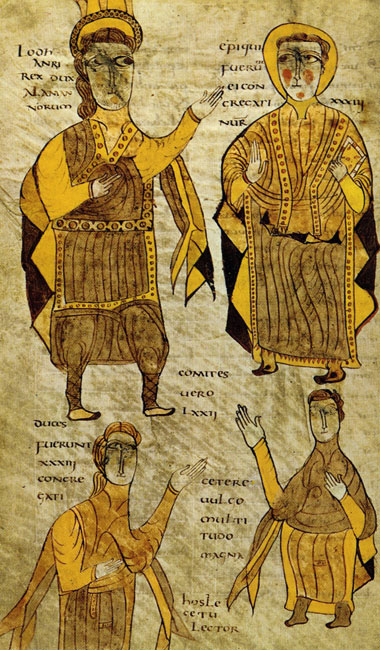
Manuscrito del Breviario de Alarico conservado en la Biblioteca Nacional de Francia,.

### Commonitoriumy subscripción de Aniano
In hoc corpore continentur leges sive species iuris de Theodosiano et diversis libris electae, et sicut praeceptum est explanatae, anno XXII. regnante domino Alarico Rege, ordinanti viro illustri Goiarico Comite. Exemplar Auctoritatis. Commonitorium Thimotheo V. S. Comiti.
Utilitates populi nostri propitia divinitate tractantes hoc quoque, quod in legibus videbatur iniquum, meliori deliberatione corrigimus, ut omnis legum Romanarum et antiqui iuris obscuritas, adhibitis sacerdotibus ac nobilibus viris, in lucem intelligentiea melioris deducta resplendeat, et nihil habeatur ambigumm, unde se diuturna aut diversa iurgantium impugnet objectio. Quibus omnibus enucleatis atque in unum librum prudentium electione collectis, haec quae excerpta sunt, vel clariori interpretatione composita, venerabilium Episcoporum vel electorum provincialium nostrorum roboravit adsensus. Et ideo subscriptum librum, qui in tabulis habetur collectus, Goiarico comiti pro distringendis negotiis nostra iussit clementia destinari, ut iuxta eius seriem universa causarum sopiatur intentio: nec aliud cuilibet aut de legibus aut de iure liceat in disceptationem proponere, nisi quod directi libri et subscripti viri spectabilis Aniani manu, sicut iussimus, ordo complectitur. Providere ergo te convenit, ut in foro tuo nulla alia lex neque iuris formula proferri vel recipi praesumatur. Quod si factum fortasse constiterit, aut ad periculum capitis lui, aut ad dispendium tuarum noveris facultatum. Hanc vero praeceptionem directis libris iussimus cohaerere, ut universos ordinationis nostrae et disciplina teneat et poena constringat.
Anianus vir spectabilis ex praeceptione D. N. gloriosiss. Alarici Regis hunc codicem de Theodosiani legibus atque sententiis iuris vel divcrsis libris electum Aduris anno XXII, eo regnante edidi atque subscripsi. Recognovimus. Dat. sub die IV Non. Feb. anno XXII. Alarici Regis, Tolosae.
En este libro se contienen leyes y especies de derecho sacadas del Teodosiano y otros varios libros, explicada según mandó el Rey Alarico el año 22 de su reinado, por intermedio del ilustre varón el conde Goyarico. Copia fiel.
Advertencia al conde Timoteo. Trabajando con el favor de Dios en provecho de nuestros pueblos, hemos determinado corregir con mejor deliberación las cosas justas e injustas que se hallan en el derecho; y tomando el parecer de los sacerdotes y personas de la nobleza, queremos disipar la oscuridad del derecho antiguo y de las leyes romanas, de modo que no quede en ellos ninguna disposición antigua que se origen de disputas diarias y de una multitud de pleitos. Declarados estos puntos y recopiladas en un libro por varios jurisconsultos las leyes escogidas e interpretadas con toda claridad, han merecido el asentimiento de los venerables obispos y de los nobles romanos de las provincias elegidos por Nos. Suscrito el libro tuvimos a bien enviarlo al conde Goyarico para que lo pusiese en observancia, a fin de que con arreglo a él se decidan todas las causas que se ofrezcan, pues es nuestra voluntad que ningún otro texto de leyes o de derecho pueda citarse en los pleitos, sino éste que remitimos firmado de nuestra orden por el espectable Aniano. Mandámoste, pues cuidar de que en los tribunales de tu jurisdicción no se presente ni se admita ninguna otra ley ni fórmula de derecho, bajo pena, si no lo hicieres así, de muerte o confiscación de tus bienes. Y para que todos tengan presente nuestra voluntad y sepan la pena en que incurren los desobedientes, hemos mandado incluir nuestro decreto en todos los ejemplares que enviamos de este libro.
Aniano, varón espectable, por mandato del glorísimo Rey Alarico, nuestro señor, ha dado y firmado este Código, compuesto en Aduris, de las leyes de Teodosiano, de las sentencias del derecho y de otros varios libros, en el año 22 de dicho Rey. Cotejado. Dado en Tolosa el 2 de febrero del año 22 del Rey Alarico.

### Interpretationes
Cada parte del Breviario, excepto el Liber Gai (al ser ya un epítome o reelaboración simplificada de las Instituciones de Gayo), es seguida por una interpretatio ('interpretación'), es decir, una aclaración o explicación práctica del texto; algunas de éstas tenían una redacción dispositiva, como prescripción legal, mientras que otras tenían más bien un tono doctrinario.
Estas interpretationes habrían sido tomadas de trabajos doctrinales existentes en las Galias de entonces, elaborados por profesores de las escuelas de Derecho de la zona. Antiguamente se sostuvo que habrían sido redactadas por juristas de la corte de Alarico.
Todo el breviario, con excepción del Epítome de Gayo, viene acompañado por una interpretatio, que servía para reproducir el texto de una forma más simple y trivial, a manera de que se adaptara al lenguaje y mentalidad de la época, haciéndolo más accesible para las personas que estuvieran interesadas en leerlo. Se acepta actualmente que la interpretatio no fue escrita por la comisión elaboradora del texto, sino más bien por maestros de las escuelas de Derecho existentes en el sur de las Galias.

## Finalidad y aplicación
Al ser el Breviario de Alarico una compilación casi ciento por ciento de Derecho romano vulgar, se ha planteado la hipótesis de que con la promulgación de esta obra, el rey Alarico II pretendía atraer a la población romana y católica en un momento particularmente difícil para la estabilidad del reino visigodo, como lo fue la víspera del avance del pueblo franco sobre la Aquitania goda.
Este texto legal se habría concedido con una finalidad política ocasional. Alarico II habría comprendido que la población no visigótica de las Galias, es decir, galorromana por origen y católica por religión, se inclina hacia la anexión al reino franco (pueblo germánico y católico), y trata de atraérsela ofreciéndole una buena compilación de Derecho romano por el que tal población se regía.
A este fin de propaganda romanizante hay que añadir otro de carácter técnico: aclarar el Derecho romano, suprimir de él textos inútiles y eliminar ambigüedades, ya que Alarico II está al tanto de que el ordenamiento jurídico de los galos es obsoleto e ineficaz. Por lo tanto, lo depura, quitándole lo obsoleto y permite a los galos que se rijan por él.

## Códices y ediciones
En la catedral de León fue hallado un manuscrito que pone de manifiesto dos códices primitivos: uno con parte del Breviario de Alarico y otro con texto latino de la Biblia. El manuscrito de León es uno de los más amplios palimpsestos que se conocen. La parte jurídica sola comprende cuatro quintas partes de la Lex Romana Visigothorum; 107 hojas que se encuentran mezcladas con las de la Biblia y revueltas y tergiversadas entre sí, ya que el copista recogió y reunió las hojas completamente a su arbitrio y capricho. La investigación fue ardua pero se reconocieron con absoluta seguridad todos y cada uno de los folios que nos ofrecen los antiguos restos de tan célebre monumento jurídico. Resultó además que quedaban aún casi íntegros desde el IV–XVI del Código Teodosiano; buena parte de las novelas de Teodosiano, Valentiniano, Marciano y Maioriano; las Instituciones de Gayo y, por fin, tres libros de las Sentencias del jurisconsulto Paulo. Faltan, pues, solamente los tres libros primeros del Código Teodosiano y los últimos libros de Paulo con sus apéndices, es decir, el Código Gregoriano y Hermogeniano, perdiéndose con aquellos el «Index» y el Commonitorium; y con estos, según es de suponer, la firma de Aniano, canciller de Alarico.
El palimpsesto de León nos ofrece el ejemplar más puro, más auténtico y fidedigno de la Lex Romana. El códice contiene trozos y párrafos de leyes que son partes integrantes de la compilación original y que faltan, sin embargo, en gran número a los otros manuscritos de la ley. Pero este documento no se distingue solamente por su absoluta autenticidad y pureza; además de lo que hasta hoy se conocía como redacción de leyes verificadas por orden de Alarico, contiene otras partes y constituciones desconocidas, las cuales dan al manuscrito legionense una importancia suma. También contiene un edicto dado para las regiones que formaban el Reino Visigodo; en él el emperador aconseja a los jueces provinciales la mayor imparcialidad y clemencia, haciendo notar los enormes gastos que consumían los pleitos y la desproporción que resulta cuando aquellos sobran en su cantidad excediendo las costas. También en este palimpsesto se pueden observar las interesantísimas transformaciones del lenguaje y la progresiva fijación de los principios del habla castellana.

## Influencia e importancia
De la misma forma que el Corpus iuris civilis fue el Derecho romano en Oriente, el Breviario de Alarico fue tenido como el Derecho romano por excelencia en Occidente. Su influjo se dejó sentir no solo la zona controlada por los visigodos, sino que alcanza hasta otros sectores de las Galias, Italia, Alemania e incluso Inglaterra.
El Breviario de Alarico surge así como uno de los textos más importantes del Derecho europeo de entonces, permitiendo que el Derecho romano llegara a ser reconocido, si bien imperfectamente, según nos lo señala el profesor Francisco Tomás y Valiente, en varios reinos germánicos de la Alta Edad Media.